# Boston Society of Film Critics Awards 2019
40. ročník předávání cen asociace Boston Society of Film Critics Awards se konal 15. prosince 2019.

## Vítězové a nominovaní

### Nejlepší film
1. Malé ženy
2. Portrét dívky v plamenech

### Nejlepší režisér
1. Pong Čun-ho – Parazit
2. Greta Gerwig – Malé ženy

### Nejlepší scénář
1. Quentin Tarantino – Tenkrát v Hollywoodu
2. Greta Gerwig – Malé ženy a Noah Baumbach – Manželská historie

### Nejlepší herec v hlavní roli
1. Adam Sandler – Drahokam
2. Joaquin Phoenix – Joker

### Nejlepší herečka v hlavní roli
1. Saoirse Ronan – Malé ženy
2. Elisabeth Mossová – Her Smell a Mary Kay Place – Diane

### Nejlepší herec ve vedlejší roli
1. Brad Pitt – Tenkrát v Hollywoodu
2. Joe Pesci – Irčan

### Nejlepší herečka ve vedlejší roli
1. Laura Dern – Manželská historie
2. Florence Pughová – Malé ženy

### Nejlepší dokument
1. Země medu
2. Apollo 11 a Hail Satan?

### Nejlepší cizojazyčný film
1. Parazit
2. Portrét dívky v plamenech

### Nejlepší animovaný film
1. Kde je moje tělo?
2. Toy Story 4: Příběh hraček

### Nejlepší kamera
1. Claire Mathon – Portrét dívky v plamenech
2. Robert Richardson – Tenkrát v Hollywoodu

### Nejlepší střih
1. Thelma Schoonmaker – Irčan
2. Ronald Bronstein a Benny Safdie – Drahokam

### Nejlepší skladatel
1. Alexandre Desplat – Malé ženy
2. Emile Mosseri – The Last Black Man in San Francisco

### Nejlepší obsazení
1. Malé ženy
2. Parazit a Tenkrát v Hollywoodu

### Nejlepší nový filmař
- Joe Talbot – The Last Black Man in San Francisco
- Mati Diop – Atlantique